# Галактичка јата
Галактичка јата или скупови галаксија су структуре која садрже неколико стотина до неколико хиљада галаксија које повезује гравитација. Такође су структура гравитационе повезаности и биле су познате као највеће постојаће структуре у универзуму све до 1980-те, кад су суперјата откривена. Оне су друге највеће познате гравитационо везане структуре у универзуму после филамената галаксије. Једна од кључних карактеристика кластера је медијум интракластера (ICM). ICM се састоји од загрејаног гаса између галаксија и има вршну температуру између 2-15 keV која зависи од укупне масе јата. Галактичка јата се не смеју мешати са звезданим јатима и галактичким суперјатима, јер су то различити појмови. Мања група галаксије се односи на групе галаксије, а не на галактичка јата. Групе и јата се могу груписати (повезати) и формирати суперјата.
Познатија галактичка јата која су релативно близу Универзуму су јато (скуп) Вирго, скуп Фрорнакс, скуп Херкулес и скуп Кома. Веома велика скупина галаксија је позната као Греат Аттрацтор у којој доминира скуп Норма, и толико је велика да узиче на локалне експензије универзума. Позната галактичка јата као што су SPT-CL J0546-5345 и SPT-CL J2106-5844, су најмасовнија галактичка јата која су откривена у раном Универзуму.

## Основна својства
Јата галаксија обично имају следећа својства:
- Садрже 100 до 1.000 галаксија, врући гас који емитује рендгенске зраке и велике количине тамне материје.[6] Детаљи су описани у одељку "Састав".
- Расподела три компоненте је приближно иста у кластеру.
- Имају укупне масе од 1014 do 1015 соларних маса.
- Обично имају пречник од 1 до 5 Mpc (погледајте 1023 m за поређење удаљености).
- Ширење брзина за појединачне галаксије је око 800–1000 km/s.

## Класификација
Јата галаксија су категорисана као тип I, II, или III на основу морфологије.

## Галактичка јата као мерни инструменти

### Гравитациони црвени помак
Радек Војтак са Института Нилс Бор при Универзитету у Копенхагену користио је јата галаксија да тестира предвиђања опште релативности: губитак енергије од светлости која бежи из гравитационог поља. Фотони који се емитују из центра галактичког јата требало би да изгубе више енергије од фотона који долазе са ивице кластера, јер је гравитација јача у центру. Светлост која се емитује из центра кластера има већу таласну дужину од светлости која долази са ивице. Овај ефекат је познат као гравитациони црвени помак. Користећи податке прикупљене од 8000 кластера галаксија, Војтак је био у могућности да проучава својства гравитационог црвеног помака за расподелу галаксија у јатима. Открио је да је светлост из кластера померена у црвено сразмерно удаљености од центра кластера како је предвиђено општом релативношћу. Резултат такође снажно подржава модел свемира Ламбда-хладна тамна материја, према којем се већина космоса састоји од тамне материје која није у интеракцији са материјом.

### Гравитационо сочиво
Галактичка јата се такође користе због свог снажног гравитационог потенцијала као гравитациона сочива за повећање досега телескопа. Гравитационо изобличење простор-времена дешава се у близини масивних кластера галаксија и савија путању фотона да би се створила космичка лупа. Ово се може урадити са фотонима било које таласне дужине од оптичког до рендгенског опсега. Ово последње је теже, јер јата галаксија емитују много рендгенских зрака. Међутим, рендгенска емисија се и даље може открити када се рендгенски подаци комбинују са оптичким подацима. Један особени случај је употреба јата галаксија Феникс за посматрање патуљасте галаксије у њеним раним високоенергетским фазама формирања звезда.

## Рана откривања јата
Јата су октривена веома рано, пре него што су астрономију обогатили телескопи. Шар Месиер (1730-1817) француски астоном тражећи комете, уочио је велике мрље на небу и приметио је на постоји једaнаест небула у констулацији Вирго. Исто то приметио је и Хершел (1738-1822).
Озбиљна истраживања нису била обавњена све до средине 50-тих година. У то време метода одлучивања да ли је галаксија тамо или није, била је извођена помоћу фотографских платана. Постматрање тих галаксија је било нагађање растојања, величине и густине тих група галаксија. Посматрање галаксија у јатима је било врло тешко јер су даље галаксије се губиле из видика због ближих тј. светлијих галаксија и звезда.

## Модерне методе
Данас је врло лако детектовати јата на великим удаљеностима користећи СДСС камере, и компјутере који потврђују њихово постојање на основу светлости које емитују где се такође упоређују боје и на основу тога се утврђује да ли постоје физичке релације. Филтрирање кроз галаксије помоћу црвеног помака тренутно садржи сет од ≈ 600,000 галаксија који покривају 5713 степени квадратних у свемиру. Основне ставке прикупљене од сваке галаксије су: *(1) угаона небеска позиција (у галактичким координатама, *(2) спектроскопско мерење црвеног помака, *(3) Бројна вредност Петросног флукса г-трака и р-трака (зелена и црвена боја).

### Креирање 3D мапе Галаксија
Прво се што се ради када се подаци припремају јесте екстраполација тродимензионалне мапе галаксије. Ово укључује претварање добијене мерне вредности црвеног помераја у растојања (дужину) користећи фундаменталну теорију развијену у космологији. Приближно то растојање је везано за црвени померај,z, и за коју следи следећа релација:
{\displaystyle d_{A}(z)={\frac {c}{H_{0}(1+z)}}\int _{0}^{z}{\frac {1}{\sqrt {\Omega _{m}(1+z\prime )^{3}+\Omega _{\Lambda }}}}dz\prime }

## Галерија

### Видео
- Видео: Формирање јата галаксија MRC 1138-262 (уметнички концепт).